# 白子町指定文化財一覧
白子町指定文化財一覧（しらこまちしていぶんかざいいちらん）は、千葉県長生郡白子町指定の文化財や史跡等を一覧形式でまとめたものであるが、全てを掲載しているわけではない。

## 有形文化財

### 建造物
- 扇垂木 〔白子町中里〕 1980年3月1日指定 ※八幡八坂神社
- 本法寺山門 〔白子町関〕 2001年3月1日指定 ※本法寺

### 彫刻
- 四天王立像 〔白子町関〕 2001年3月1日指定 ※玄徳寺
- 鬼子母神倚像 〔白子町関〕 2001年3月1日指定 ※玄徳寺
- 十羅刹女立像 〔白子町関〕 2001年3月1日指定 ※玄徳寺

### 工芸品
- 本従寺梵鐘 〔白子町北高根〕 1978年10月1日指定 ※本従寺
- 馬頭観世音 〔白子町北高根〕 1978年10月1日指定
- 卍灯籠 〔白子町牛込〕 1980年3月1日指定 ※子の上神社
- 矢大神 〔白子町関〕 1982年12月1日指定 ※白子神社

### 歴史資料
- 裁許状 〔白子町北日当〕 1982年12月1日指定
- 池上了伯一代記 〔白子町関〕 1988年3月1日指定
- 裁許状 〔白子町五井〕 1988年3月1日指定

## 民俗文化財

### 無形民俗文化財
- 福島の獅子舞 〔白子町福島〕 1969年4月6日指定 ※福島獅子舞保存会
- 南日当の獅子舞 〔白子町南日当〕 1969年4月6日指定 ※南日当獅子舞保存会
- 牛込の獅子舞 〔白子町牛込〕 1974年3月18日指定 ※牛込宮本獅子舞保存会
- 白子神社御田植祭 〔白子町関〕 1980年3月1日指定 ※白子神社
- 驚の獅子舞 〔白子町驚〕 1980年3月1日指定 ※驚獅子舞保存会
- 幸治祭ばやし 〔白子町幸治〕 1988年3月1日指定 ※幸治祭ばやし保存会

## 記念物

### 史跡
- 津波代様 〔白子町古所〕 1978年10月1日指定 ※安住寺
- 無縁塚津波精霊様 〔白子町幸治〕 1978年10月1日指定 ※妙法寺
- 精霊供養塔 〔白子町牛込〕 1978年10月1日指定 ※行徳寺
- チリー津波の碑 〔白子町剃金〕 1978年10月1日指定
- 俳聖200年忌記念碑 〔白子町関〕 1978年10月1日指定 ※玄徳寺
- 前田普羅の墓及び句碑 〔白子町関〕 1978年10月1日指定
- 尚徳校の碑 〔白子町関〕 1978年10月1日指定 ※本法寺
- 酒井市郎左衛門墓誌 〔白子町北高根〕 1980年3月1日指定 ※本従寺
- 青海苔創業50年記念碑 〔白子町古所〕 1980年3月1日指定 ※南白亀川漁業協同組合
- 浜宿新田遺跡 〔白子町浜宿新田上沼〕 1980年3月1日指定 ※厳島神社
- 真忠組潰滅の地 〔白子町剃金中の台〕 1980年3月1日指定 ※法性寺
- 野崎素行先生の墓 〔白子町関〕 1982年12月1日指定
- 鎌田御塚山 〔白子町牛込〕 1988年3月1日指定
- 九十九里地引網発祥の地記念碑 〔白子町剃金〕 1992年4月1日指定
- 板倉中墓碑 〔白子町関〕 2009年10月1日指定

### 天然記念物
- 椎の古株 〔白子町関〕 1980年3月1日指定
- 円成寺の大槙 〔白子町五井〕 1996年4月1日指定
- 屋敷稲荷の大椎 〔白子町関〕 1996年4月1日指定
- 新御堂稲荷の大たぶ 〔白子町稲荷神社境内〕 1996年4月1日指定
- 白子神社の樹木群 〔白子町関〕 2001年3月1日指定 ※白子神社
- くすのき（樟の木） 〔白子町北日当〕 2003年12月1日指定